# Näsmyrtjärnarna (Jörns socken, Västerbotten, 724943-170260)
Näsmyrtjärnarna är en sjö i Skellefteå kommun i Västerbotten och ingår i Byskeälvens huvudavrinningsområde.